# ستيفن إم. وايز
ستيفن إم. وايز (بالإنجليزية: Steven M. Wise)‏ هو قانوني ومحامي أمريكي، ولد في 1952.

## وصلات خارجية
- ستيفن وايز على موقع IMDb (الإنجليزية)